# Páramo del Sil
Páramo del Sil es un municipio y villa española de la provincia de León, en la comunidad autónoma de Castilla y León. Se encuentra en la comarca de El Bierzo. Cuenta con una población de 1169 habitantes (INE 2024).
El municipio está situado a orillas del río Sil en la parte más septentrional de El Bierzo, limitando al norte con Asturias, al este con Palacios del Sil, al sur con Toreno, Fabero, Noceda del Bierzo e Igüeña y por el oeste con Peranzanes.
Páramo del Sil es uno de los municipios leoneses que aún conserva la lengua leonesa.

## Geografía

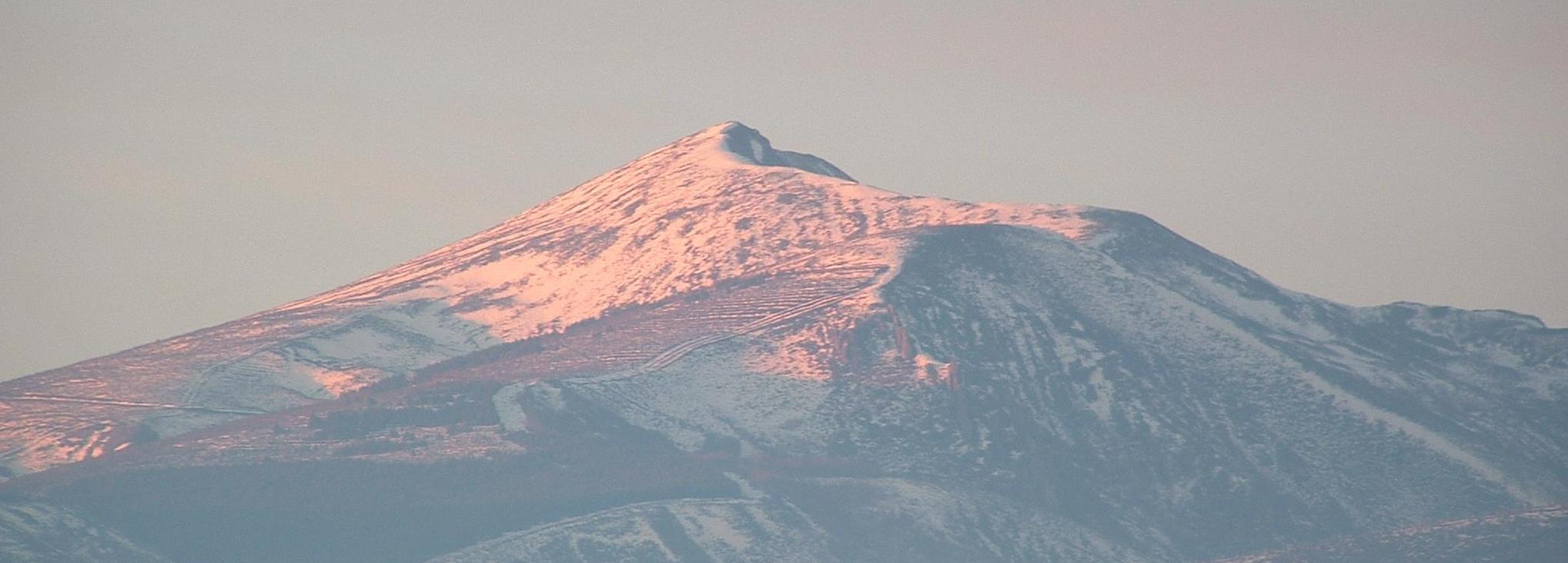
Vista de El Miro desde Páramo

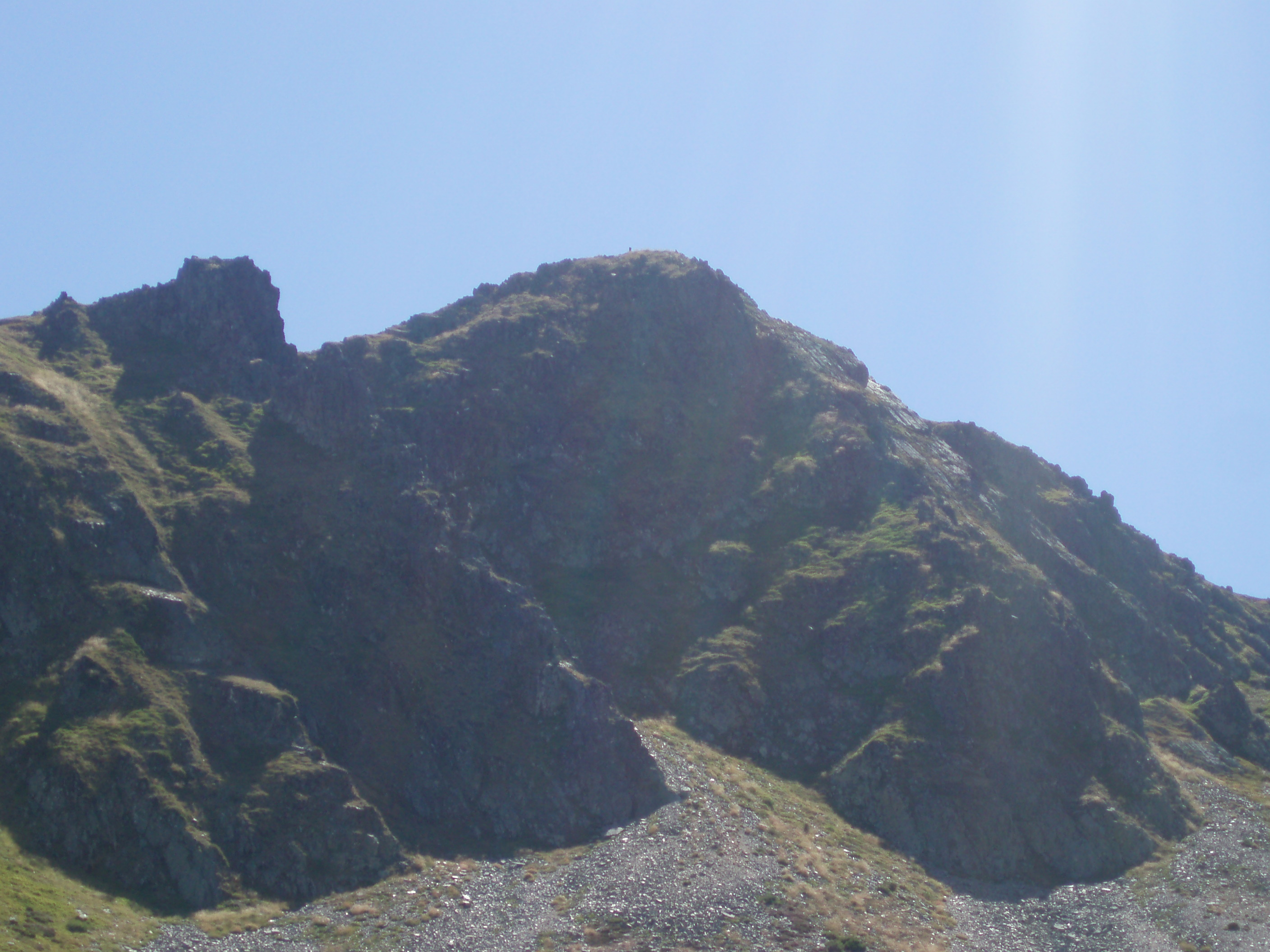
Peña Catoute, el pico más alto de El Bierzo

El municipio se encuentra enclavado en el valle del río Sil, en la comarca de El Bierzo, a una altitud media aproximada de 862 metros. Está rodeado de montanas de gran desnivel y altitudes elevadas como el Miro  con sus 1990 metros (en su vertiente norte se encuentra un lago glaciar llamado lago Cheiroso) o el cercano Catoute con 2111 metros, las cuales conforman una orla montañosa que funciona como barrera climática frenando la influencia atlántica en el resto del Bierzo (La hoya) dónde el microclima tiene características más mediterráneas.
Debido a lo anterior en el municipio se disfruta de un microclima templado típico berciano determinado por la asociación de las influencias atlántica y mediterránea continental.
De modo general, el clima se define por unos inviernos fríos y veranos ligeramente calurosos, no muy secos, oscilando las temperaturas medias desde los 2°C en el mes más frío hasta los 18,5 °C en el mes más cálido.
La época de heladas puede llegar a extenderse durante 9 meses al año, las precipitaciones medias anuales son de 1300 mm³ y la duración media del periodo seco abarca unos 2 meses y medio.

## Flora y fauna
En sus grandes valles, protegida por imponentes montañas, podemos encontrar una flora y fauna muy variada.
Sobre la avifauna, cabe destacar que el 14 % del municipio es zona de especial protección para las aves entre las que destacan águilas reales y culebreras, perdices rojas, urogallos, gavilanes o becadas.
En sus recónditos valles, se ocultan de las miradas corzos, jabalíes, zorros, rebecos, los temidos lobos o el esquivo oso pardo, parte de cuya pequeña población cantábrica sobrevive en esta zona bajo la atenta mirada de la fundación oso pardo.
La reina de los ríos es la trucha, en los bosques encontraremos robustos ejemplares de robles, castaños, encinas, capudres o acebos y en las altas montañas genciana y arándanos.

## Historia

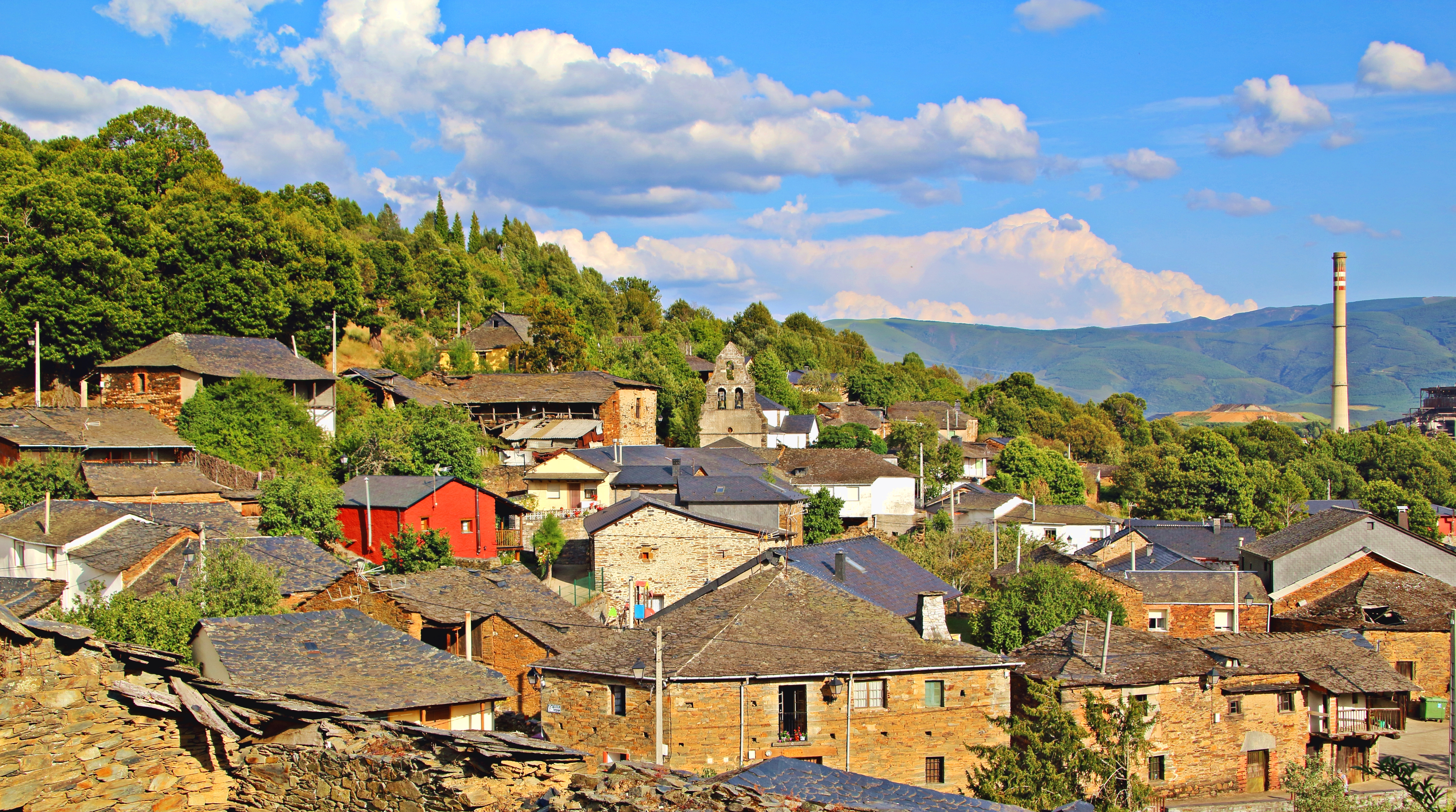
Panorámica de Anllares

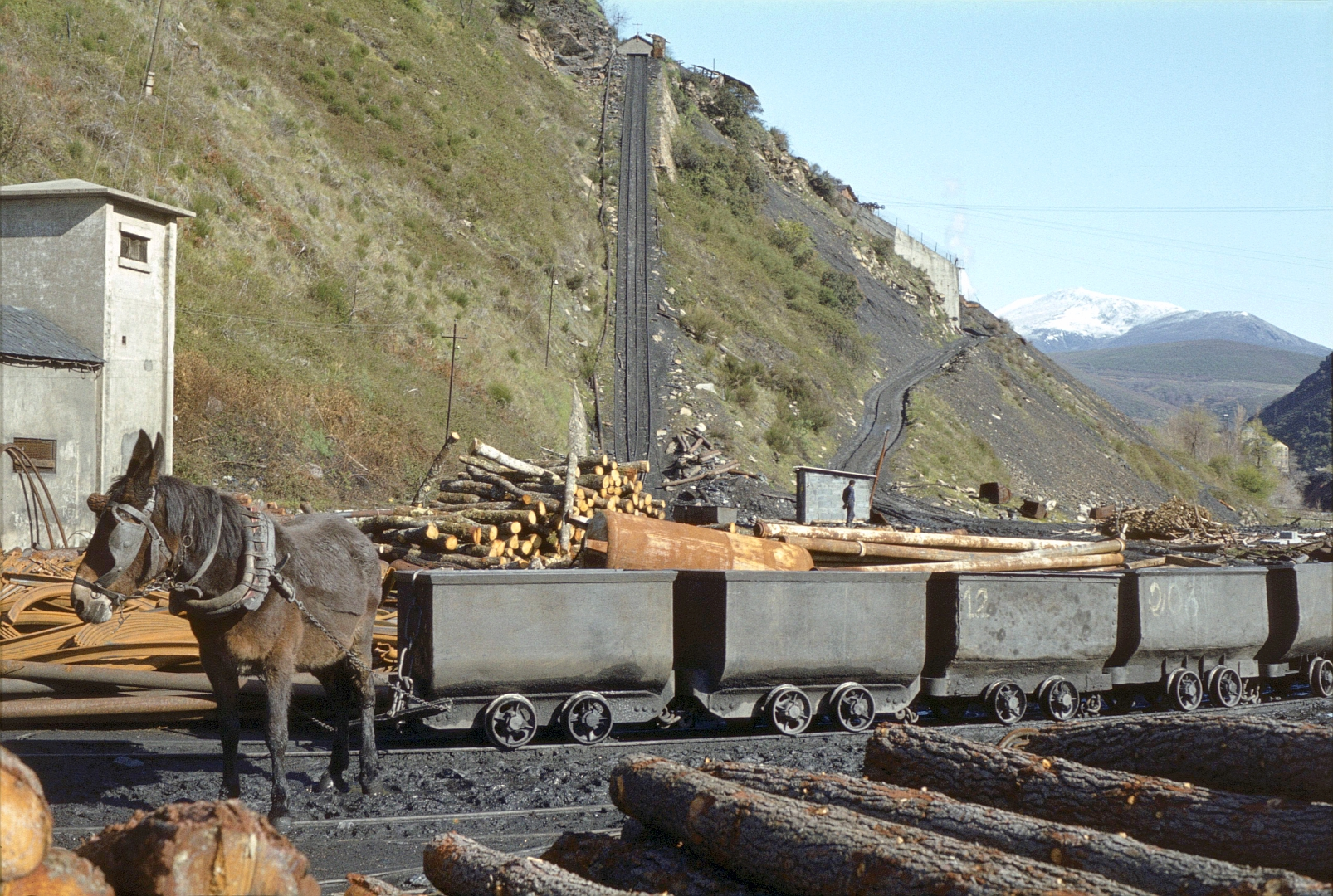
Imagen de 1983 en Santa Cruz del Sil, en la que se observa la realización de labores mineras con tracción animal

### Época astur
Los primeros vestigios de presencia humana en el municipio de Páramo del Sil datan de época prerromana, de la que se han hallado pruebas que sugieren la existencia de pobladores desde el siglo III a. C., conservándose restos del castro astur de Las Torcas en la zona de El Barrio, en Páramo, así como en el Teso del Castro y el Castro de la Leoneza, ambos en Anllares.

### Época romana
Ya en época romana se atestiguan asimismo restos de pequeñas explotaciones auríferas en el término municipal, como las que se presupone podrían haber existido en las zonas de Las Poulas del Comenabre y Los Castiechos, en Anllares. Asimismo, la existencia del topónimo Peñafurada en la zona del Corón de Xeixo de Anllares estaría relacionado, según algunas hipótesis, a infraestructuras hidráulicas de la explotación minera romana.

### Edad Media
Posteriormente, la Edad Media trajo consigo la integración de la zona en el naciente reino de León y la creación de las actuales localidades del municipio, que nacieron del proceso repoblador de los monarcas leoneses, pasando a formar el concejo de Ribas del Sil de Abajo. En este sentido, el poblamiento actual del antiguo concejo de Ribas del Sil de Abajo se cimentó apoyándose en la creación de pequeñas fundaciones monásticas, como la del monasterio de San Andrés de Espinareda, cuyo Abad, en 1224, dio al pueblo de Páramo del Sil la escritura de población y foro. Por otro lado, algunas teorías apuntan al hecho de que por la localidad de Anllares pasó y tuvo una vivienda la reina Urraca I de León.
Más tarde, en 1292, el rey Sancho IV donó al obispo de Astorga el concejo de Ribas de Sil de Abajo, pasando a formar parte de sus posesiones hasta 1375, en que volvió a manos de la monarquía, cambiando nuevamente de manos en 1396, cuando para ganarse el favor de la nobleza, Enrique III concedió al noble Pedro Suárez de Quiñones el concejo de Ribas de Sil de Yuso.

### Edad Moderna
Ya en el siglo XV, con la reducción de ciudades con voto en Cortes a partir de las Cortes de 1425, Páramo del Sil pasó a estar representado por León, lo que le hizo formar parte de la provincia de León en la Edad Moderna, conformando dentro de esta el concejo de Ribas del Sil de Abaxo.
Durante la Edad Moderna, el concejo de Ribas del Sil de Abajo se mantuvo en manos de la nobleza, pasando a integrarse, tras distintas donaciones y descendencias, en el Señorío de los Condes de Luna, bajo el que permaneció hasta 1811, cuando mediante Decreto emanado de las Cortes de Cádiz se abolieron los señoríos y los concejos, sustituyendo estos últimos por una nueva forma de administración, los ayuntamientos.

### Edad Contemporánea
Precisamente en el contexto de la Guerra de la Independencia, la Junta Suprema de León, encabezada por el general Luis de Sosa, llegó a establecer por unos días su cuartel general en Páramo del Sil, reuniéndose en la localidad el 5 de enero de 1809.
Posteriormente, en 1821 Páramo del Sil fue una de las localidades que pasó a formar parte de la provincia de Villafranca, si bien al perder ésta su estatus provincial al finalizar el Trienio Liberal, en la división de 1833 Páramo y el resto de localidades del municipio quedaron adscritos a la provincia de León, dentro de la Región Leonesa.
A lo largo del siglo XX, especialmente durante la época de autarquía posterior a la Guerra Civil, la extracción de carbón en la parte sur del municipio hizo que aumentase considerablemente la población dedicada a esta actividad. En este sentido, el alto volumen de empleo generado provocó la llegada de un gran número de inmigrantes al municipio desde otras partes de España como Galicia, Extremadura o Andalucía, así como desde Portugal y, más tarde, desde algunas antiguas colonias portuguesas. Como consecuencia, crecieron todos los pueblos e, incluso, para alojar a esta población de aluvión se construyó el poblado de El Escobio, a cargo de la empresa minera Victoriano González. No obstante, la denominada "reconversión industrial" iniciada en la década de 1980, hizo que el sector minero entrase en declive y, con ello, la economía y demografía del municipio.
Finalmente, en las proximidades de la localidad de Anllares se inició en 1979 la construcción de la central térmica de Anllares, tras haber sido autorizada la misma en 1978, encontrándose en activo desde 1982, y cuyo emplazamiento fue elegido por su proximidad a los yacimientos mineros de El Bierzo y Laciana en León, así como de Degaña en Asturias, de los que se surte de hulla y antracita. Casi paralelamente, en 1991 se creó mediante Ley autonómica la comarca del Bierzo, y con ello el Consejo Comarcal del Bierzo como su órgano ejecutivo, cuyo primer presidente, Francisco Alfonso Álvarez, fue también alcalde de Páramo del Sil.

## Demografía

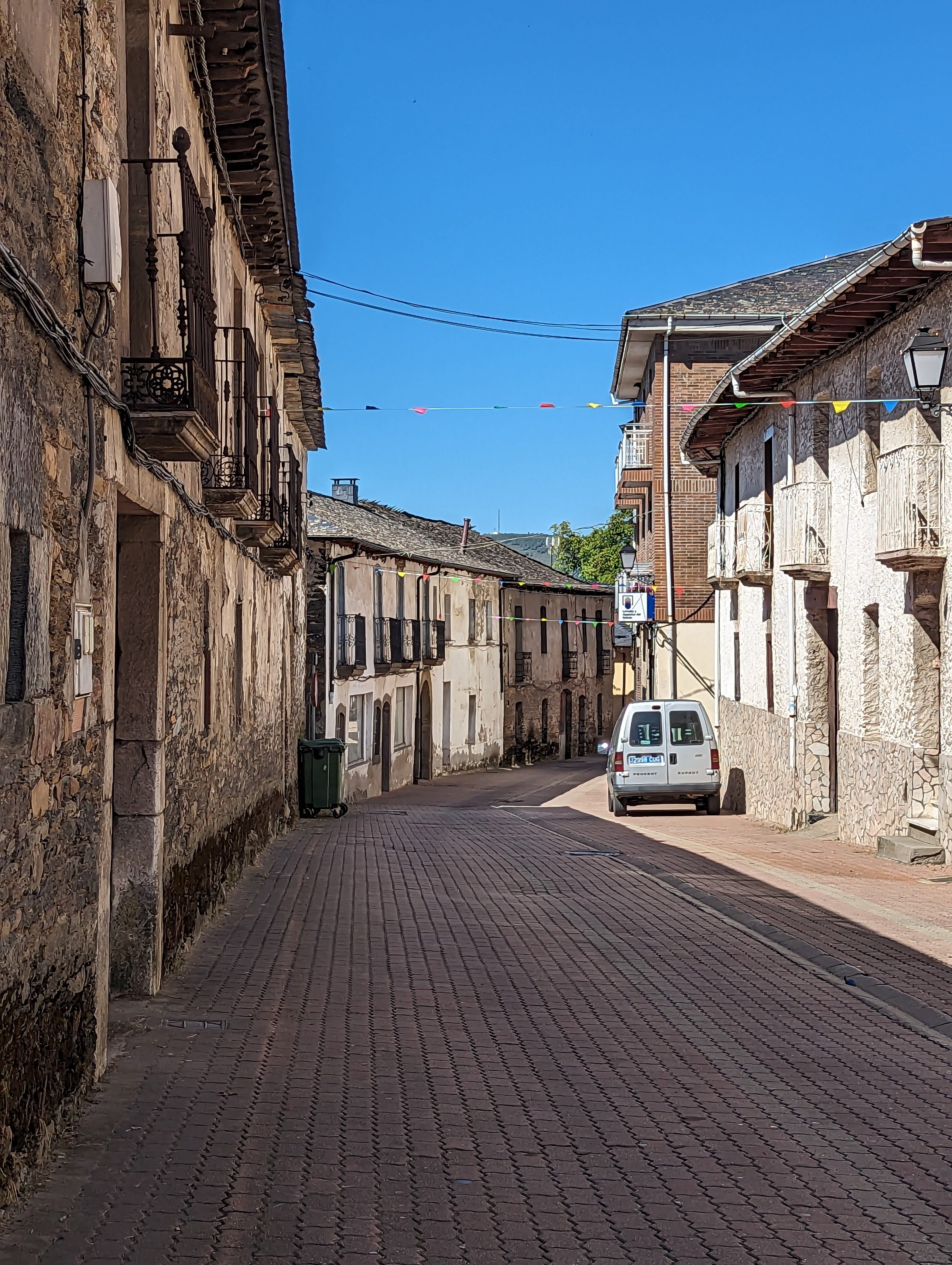
Calle la Vega

Desde el primer censo de población, en 1590, del concejo de Ribas de Sil de Abajo, hasta la actualidad, la población ha experimentado notables variaciones debidas a diversos factores como son las migraciones, guerras como la de independencia o la civil, enfermedades (pestes y epidemias) o hambrunas provocadas por las malas cosechas.
El techo demográfico del municipio se alcanzó en 1960, cuando la población alcanzó la cifra de 4020 habitantes, factores que influyeron en este incremento poblacional fueron las elevadas tasas de natalidad y la disminución de la mortalidad debido a los avances en materia sanitaria, junto con una fuerte inmigración provocada por la búsqueda de trabajo en la minería, la construcción de la presa de Matalavilla o la central hidroeléctrica de Peñadrada.
Cuenta con una población de 1169 habitantes (INE 2024). Se observa al igual que en el resto de municipios mineros de El Bierzo una recesión demográfica provocada por diversos factores como la paulatina desaparición de la industria minera, la emigración de los jóvenes hacia centros urbanos en busca de trabajo y la baja tasa de natalidad junto con una mortalidad ligeramente elevada debido al envejecimiento de la población.
El 90 % de la población de la localidad de Páramo del Sil se distribuye en los barrios de La Villa y El Barrio, separados por el arroyo Barbas de gato conocido popularmente como el regato.
| Gráfica de evolución demográfica de Páramo del Sil entre 1842 y 2021                                                  |
| |
| Población de derecho según los censos de población del INE. Población de hecho según los censos de población del INE. |

### Núcleos de población
El municipio se divide en varios núcleos de población, que poseían la siguiente población en 2017 según el INE.
| Núcleo de población | Población |
| ------------------- | --------- |
| Páramo del Sil      | 710       |
| Santa Cruz del Sil  | 136       |
| Sorbeda del Sil     | 135       |
| Villamartín del Sil | 127       |
| Anllares del Sil    | 103       |
| Argayo del Sil      | 75        |
| Salentinos          | 34        |
| Anllarinos del Sil  | 16        |
| Primout             | 13        |

## Barrios de Páramo del Sil

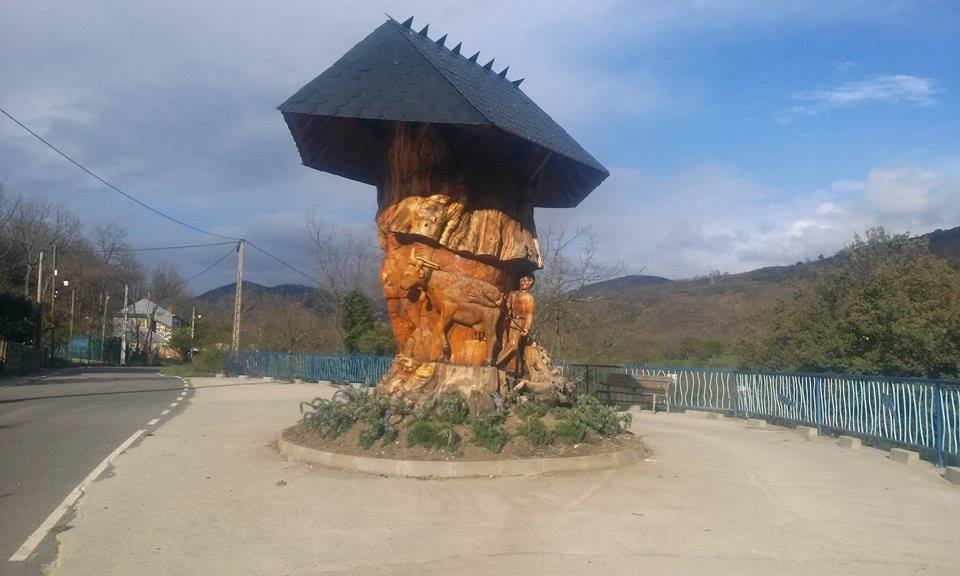
Vista de Páramo del Sil - Barrio de la Eras

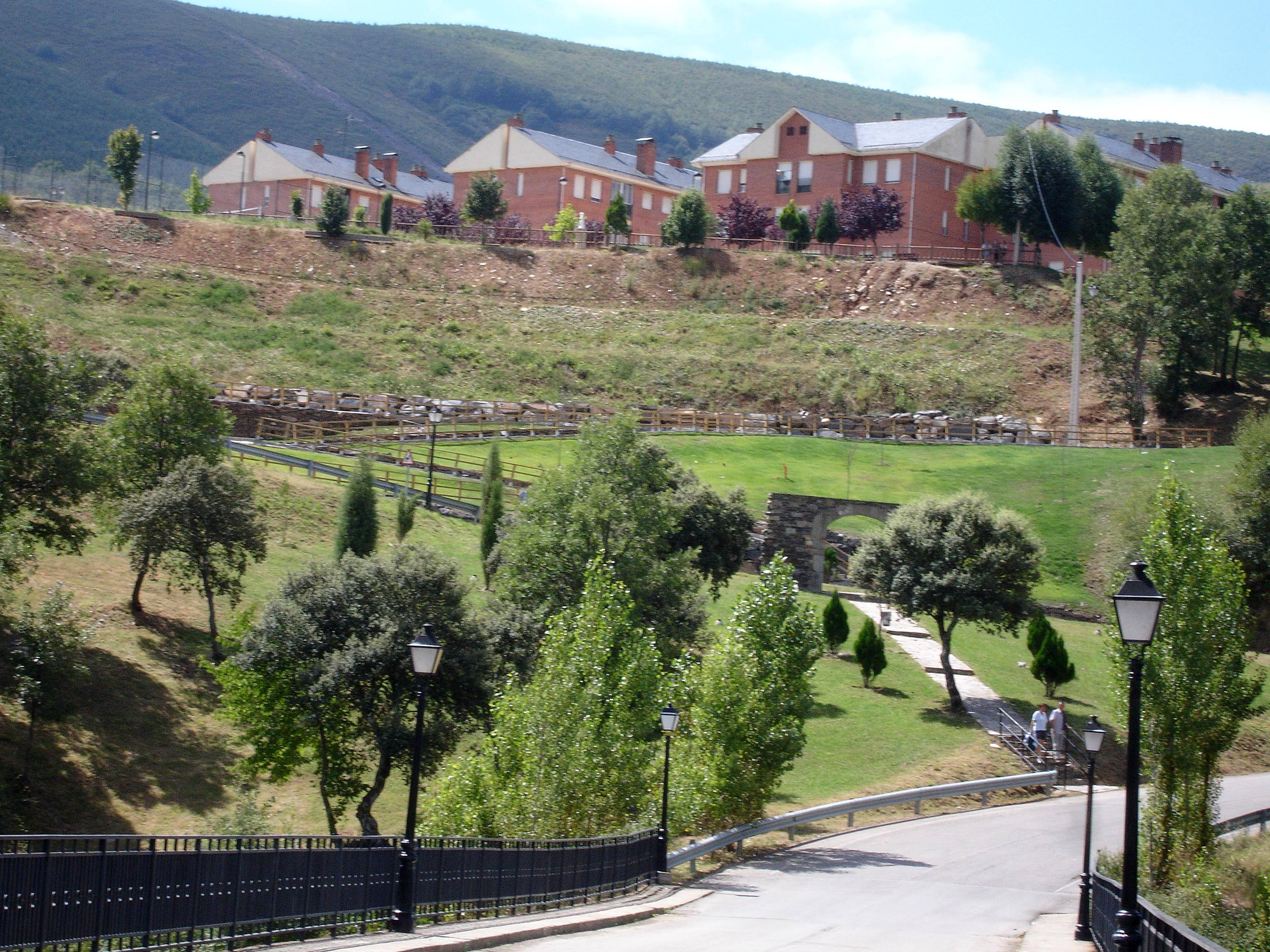
Vista de Páramo del Sil - Barrio de Las Campas

La localidad está dividida en los siguientes barrios:
- Barrio de la Villa: El barrio originario de Páramo del Sil, en él se encuentran el Ayuntamiento, el edificio de usos múltiples y el colegio.
- El Barrio: Otro de los puntos originarios de Páramo del Sil, en él se han encontrado restos del castro romano.
- Barrio de las Eras: Prácticamente sin población durante el año, se llena en verano. Se encuentra al margen derecho del río Sil, limita con el barrio de la Estación.
- Barrio de Cediel: barrio situado al lado del río Sil, de la CL-631 y del ferrocarril Ponferrada-Villablino (de vía estrecha) construido por Minero Siderúrgica de Ponferrada (MSP) en 1918-1919 para el transporte de carbón desde la cuenca de Villablino hacia el ferrocarril de Renfe en Ponferrada.
- Barrio de la Estación: en la margen izquierda del río Sil; llamado así por haberse formado al amparo de la antigua estación del ferrocarril de Ponferrada-Villablino.
- Barrio de El Hospital: En un altozano que domina la margen derecha del río Sil. Es un barrio de Anllares del Sil.
- Barrio de El Escobio: Se encuentra a las afueras de Páramo del Sil, en la margen izquierda del río Sil y recorrido por la carretera CL-631; creció al lado de las antiguas casas de La Venta, tras la construcción de un poblado minero por una empresa minera ubicada en Santa Cruz del Sil (Victoriano González).
- Barrio Las Campas: Es el barrio de más reciente creación de Páramo del Sil.

## Economía

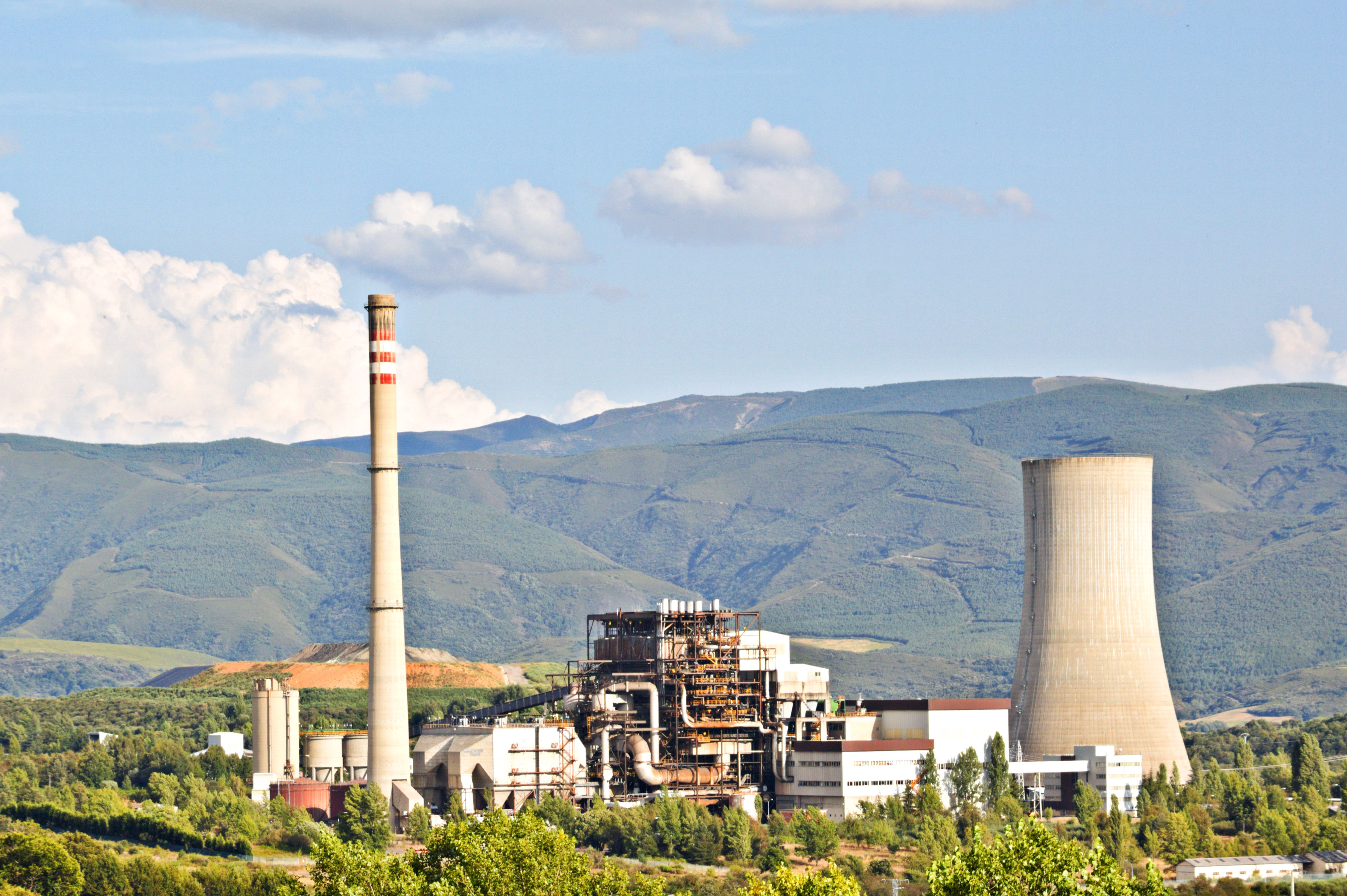
Central térmica de Anllares

A lo largo de la historia de esta tierra los dos motores principales de su economía han sido la ganadería y la agricultura de subsistencia.
La ganadería ha sido siempre la actividad más importante, con una amplia cabaña ganadera mantenida en sus prados y las brañas de sus montes. Además de su gran importancia en la alimentación de la población, también ha desempeñado un importante papel como medio indispensable para la labranza de los linares, tan complicada en una zona de terreno montañoso.
Con el siglo XX llegó a la zona la minería del carbón, con la empresa Uminsa del grupo Victorino Alonso que con el paso del tiempo transformó brutalmente montañas y valles, produciendo una auténtica revolución económica y demográfica, a la vez que un gran coste medioambiental cuyas consecuencias son bien visibles tras décadas de explotación.
Explotaciones ya cerradas son: Antracitas del Bierzo, Victoriano González, Coto Minero del Sil, Mina de Sorbeda.
Desde finales del siglo XX la minería ha sufrido una importante regresión, que se ha intentado amortiguar con ayudas para el desarrollo de tejido industrial alternativo en las comarcas mineras, los denominados fondos MINER. El hueco dejado por la minería ha sido ocupado parcialmente por la moderna explotación de las canteras de pizarra.
Especial importancia tuvo para el municipio la instalación de la central térmica de Anllares perteneciente a la empresa Unión Fenosa en la localidad de Anllares, esta central inició su funcionamiento en 1982 con una potencia instalada de 350 megavatios. La central conformaba la industria más importante del municipio siendo una gran fuente de ingresos para el ayuntamiento. El 1 de diciembre de 2018, las empresas propietarias desconectaron la central de la red eléctrica después de solicitar los permisos necesarios dentro del plan de cierre de las centrales térmicas de carbón en España.

## Administración

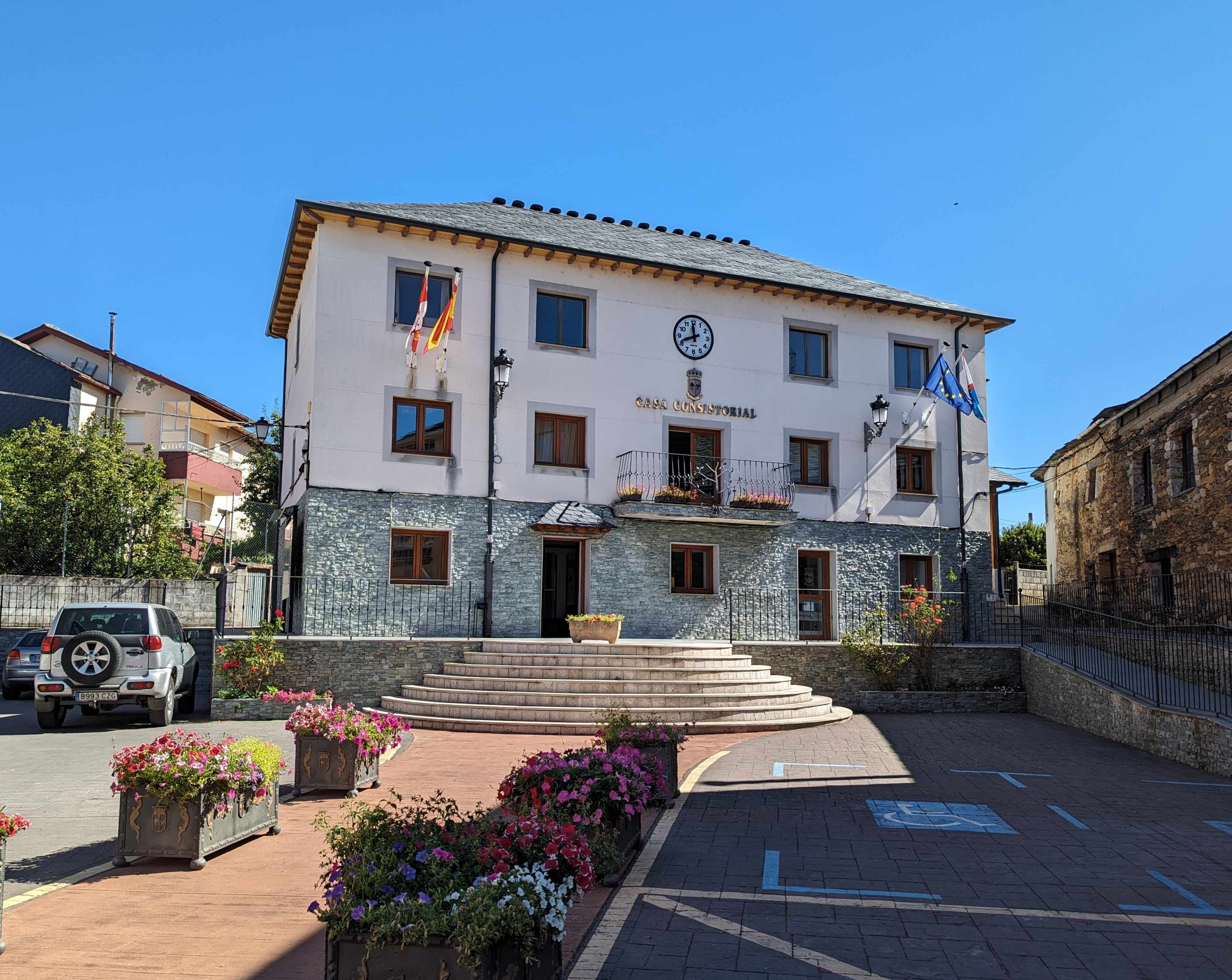
Casa consistorial

En las elecciones de 2019 en Páramo del Sil, el Partido Popular (PP) alcanzó la mayoría absoluta con 6 concejales, el Partido Socialista (PSOE) 3, y Coalición por el Bierzo 0.
| Candidaturas | Votos | %       | Escaños |
| ------------ | ----- | ------- | ------- |
| PP           | 568   | 59,35 % | 6       |
| PSOE         | 361   | 37,72 % | 3       |
| C. Bierzo    | 16    | 1,67 %  | 0       |

## Educación
CRIE Centro Rural de Innovación educativa
En 2007 inició su andadura el Centro Rural de Innovación Educativa Páramo del Sil, centro público perteneciente a la Junta de Castilla y León y dependiente de la Dirección Provincial de Educación de León, cuya labor es acoger y atender a los alumnos de educación primaria de los centros rurales agrupados de la provincia, mediante convivencias semanales con compañeros de otros centros, con el fin de realizar actividades de innovación e investigación que no pueden realizar en sus centros, dentro del currículo escolar.

## Cultura

### Arquitectura popular

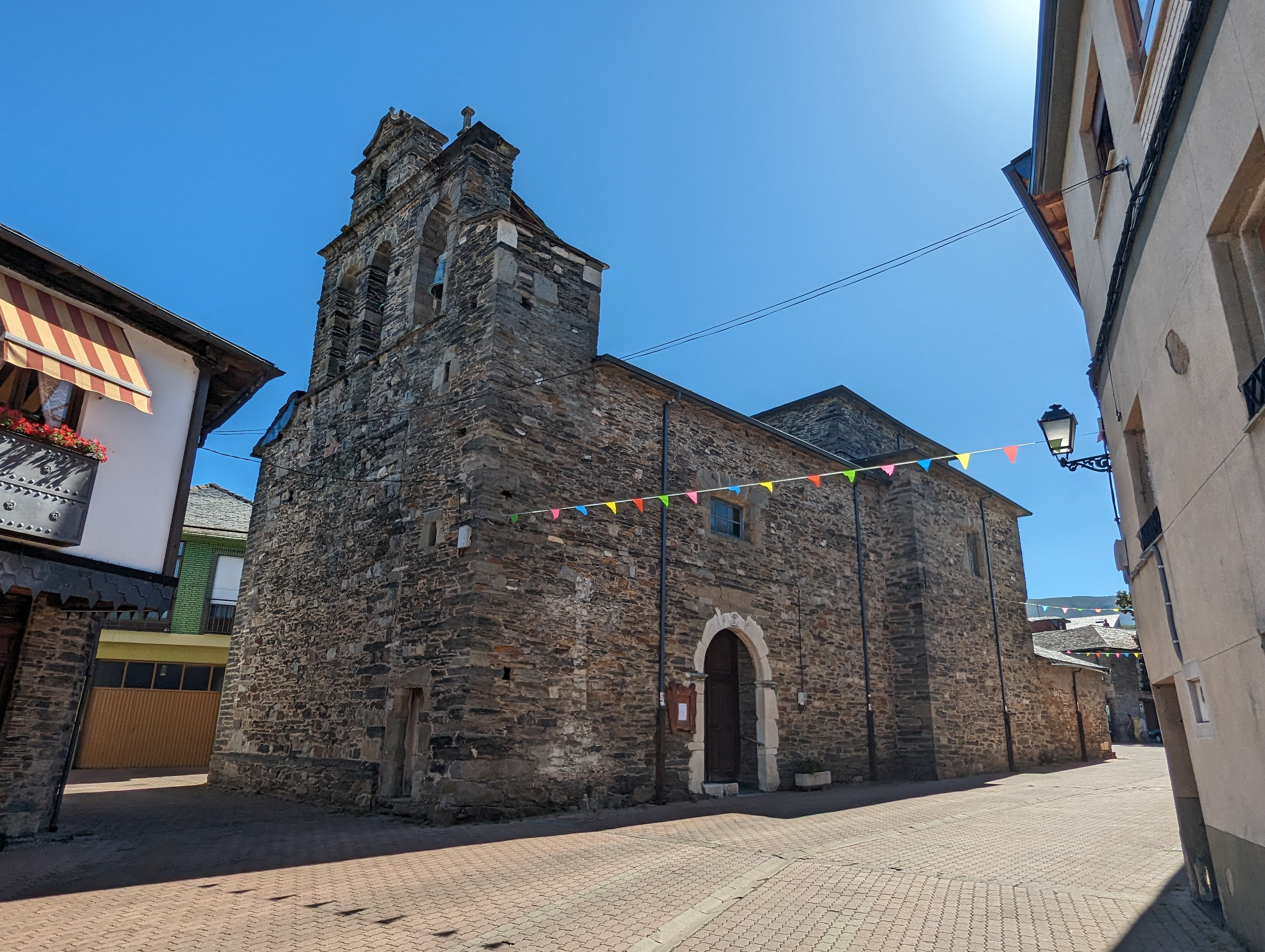
Iglesia de Nuestra Señora del Rosario

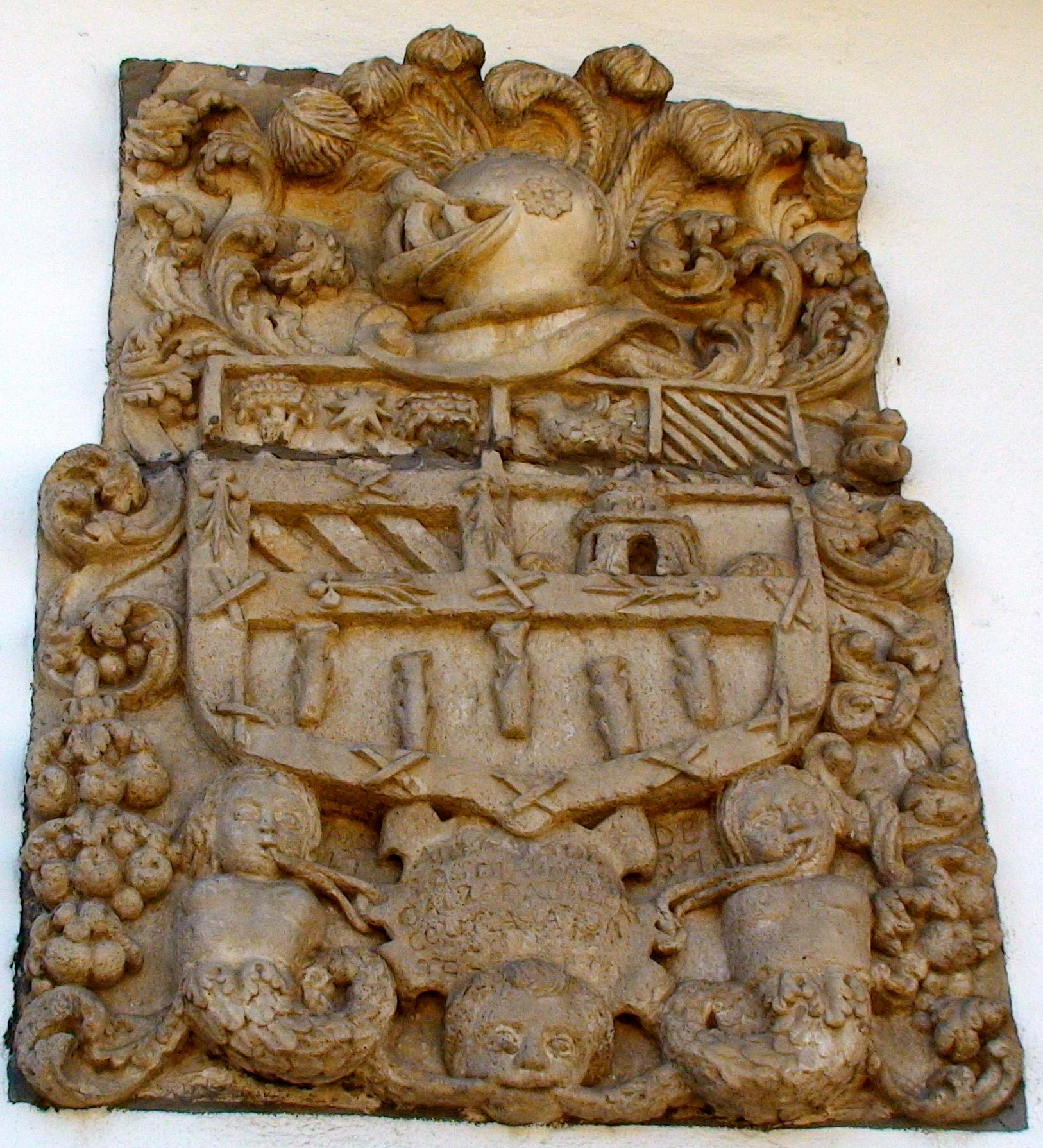
Escudo de los Díaz Negro de la Calzada

Muestra de la arquitectura popular de la zona son:
- Cortín: construcciones de piedra, de forma circular, orientados hacia el mediodía, remataban sus paredes con grandes losas que dificultaban su escalada. Su función fundamental era mantener en su interior las colmenas de miel, de forma que estaban a salvo de depredadores como los osos que frecuentemente las destruían para aprovechar el nutritivo alimento.
- Molino hidráulico: según el Catastro de Ensenada, en Páramo del Sil había un total de 22 molinos hidráulicos en los que los habitantes de la localidad molían centeno y trigo. Estos molinos, denominados de rodezno, están constituido por dos partes, el infierno del molino situado bajo el suelo y la otra situada en la parte interior de la estancia, que es donde se muele el grano. El agua entraba en el molino por un canal de madera o piedra, golpeando con fuerza la rueda (rodezno) provocando su movimiento.

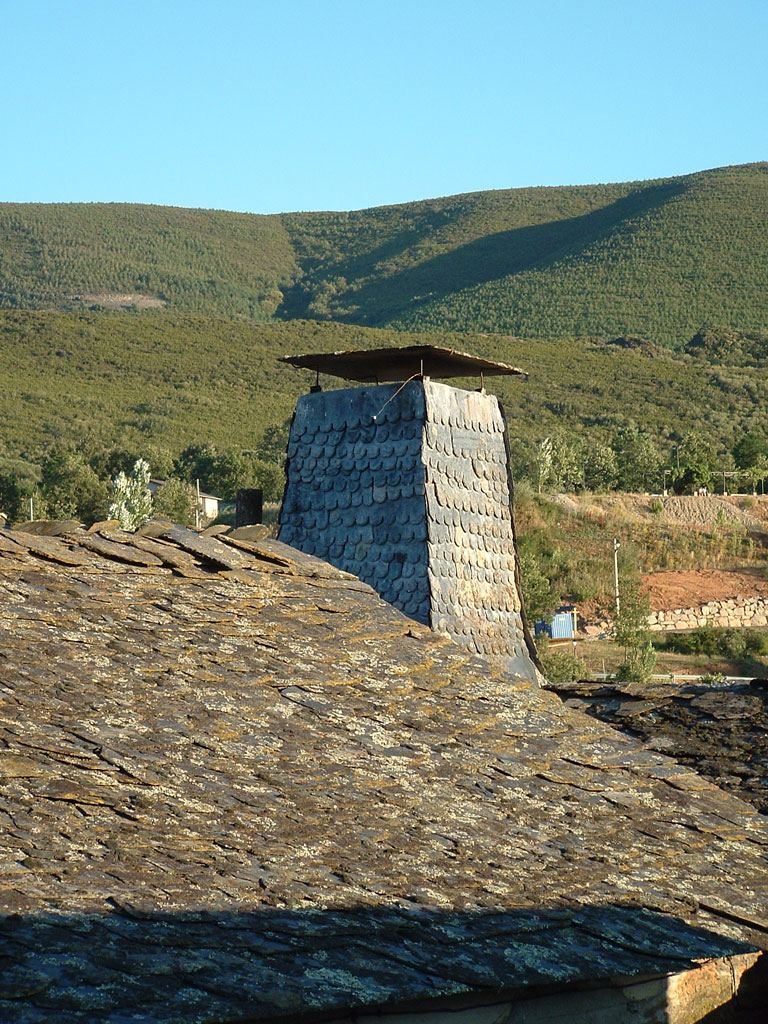
Tronera en La Villa

- Cabano: antiguos refugios de pastores en las brañas y montes, normalmente formados por una sola dependencia en la que habitaban los dos vecinos que por turno se encargaban de la vigilancia del ganado. Algunos han sido recuperados para el senderismo y se mantienen en buen estado.

Sobre los tejados de negra pizarra, se alzan las chimeneas típicas de la zona, denominadas troneras. Al frente de sus antiguas casas y casonas blasonadas y solariegas, sobresalen imponentes escudos, que hablan de otros tiempos, otro orden social, una rígida sociedad estamental en que la baja nobleza, hidalgos y el clero aún vivían acomodados en sus privilegios.

### Festividades y celebraciones
- Las Nieves : se celebran el día 5 de agosto, en honor a la Virgen de las Nieves, es tradición acudir en romería al Santuario de la Virgen de las Nieves (antiguamente llamada Nuestra Señora del Campo), a orillas del río de Valdeprado. La imagen venerada es una talla del gótico popular de finales del siglo XIII custodiada el resto del año en el Museo de los Caminos en Astorga.
- El Corpus
- Las Candelas
- Las trastadas
- Feria y Jornadas de la Cebolla: iniciadas en 2016 con la Junta vecinal de Páramo del Sil como organizadora, esta iniciativa pretende promocionar y exaltar uno de los productos estrella del municipio y servir de base para agrupar a sus cultivadores.
- Magosto y Mercado tradicional: con la llegada del otoño, llegan las castañas y los magostos, durante este fin de semana el pueblo se llena de cientos de personas que se acercan al calor de las brasas y se deleitan escuchando el giro del tambor a la espera de unas buenas castañas de la zona. Se celebra el primer fin de semana de noviembre y su primera edición fue en 2007, declarado Manifestación Popular de Interés Turístico Provincial, además de un auténtico magosto berciano, se puede disfrutar de un mercado tradicional en el que ver y comprar artesanía y productos típicos de la zona.

### Gastronomía
Productos tradicionales y típicos de esta hermosa tierra son como ejemplo: el botillo, la cecina, la castaña, morcilla, la manzana reineta o la cebolla de Páramo, en otros tiempos muy apreciada en los municipios vecinos y en ferias como la de Villablino.
Históricamente, en la alimentación de la zona, ha sido parte importante la matanza del cerdo, verdadero ritual familiar, celebrado bajo los rigores del invierno y del que se obtenían todo tipo de embutidos para la subsistencia de las familias durante todo el año.